# 米哈伊利夫卡 (斯瓦托韋區)
49°42′20″N 38°26′35″E / 49.70556°N 38.44306°E
米哈伊利夫卡（烏克蘭語：Михайлівка）是位於烏克蘭東部的村莊，由盧漢斯克州斯瓦托韋區的特羅伊齊克市鎮負責管轄。該村始建於1951年，面積8平方公里，海拔高度104米，2001年人口50，人口密度每平方公里6.2人。